# 20th Century Masters - The Millennium Collection: The Best of Extreme
20th Century Masters - The Millennium Collection: The Best of Extreme è una raccolta del gruppo musicale statunitense Extreme, pubblicata il 26 marzo 2002 dalla Universal Records.

## Tracce
1. Kid Ego – 4:03
2. Decadence Dance – 6:51
3. More Than Words – 5:36
4. Hole Hearted – 3:39
5. Get the Funk Out – 4:24
6. Rest in Peace – 6:02
7. Stop the World – 6:04
8. Am I Ever Gonna Change – 7:00
9. Tragic Comic – 4:46
10. Hip Today – 4:41

## Formazione
- Gary Cherone – voce
- Nuno Bettencourt – chitarre, tastiere, cori
- Pat Badger – basso, cori
- Paul Geary – batteria, cori
- Mike Mangini – batteria in Hip Today